# Aleiodes nigricans
Aleiodes nigricans är en stekelart som först beskrevs av Chen och He 1997.  Aleiodes nigricans ingår i släktet Aleiodes och familjen bracksteklar. Inga underarter finns listade i Catalogue of Life.